# Buellia mawsonii
Buellia mawsonii är en lavart som beskrevs av C.W. Dodge 1948. Buellia mawsonii ingår i släktet Buellia och familjen Caliciaceae.   Inga underarter finns listade i Catalogue of Life.